# Alex Raphael Meschini
Alexandre Raphael Meschini detto Alex (Cornélio Procópio, 25 marzo 1982) è un ex calciatore brasiliano, di ruolo centrocampista.

## Palmarès

### Club

#### Competizioni statali
- Campionato Gaúcho: 4

Internacional: 2004, 2005, 2008, 2009

#### Competizioni nazionali
- Campionato brasiliano: 1

Corinthians: 2011

#### Competizioni internazionali
- Coppa Libertadores: 2

Internacional: 2006
Corinthians: 2012
- Coppa del mondo per club FIFA: 1

Internacional: 2006
- Recopa Sudamericana: 1

Internacional: 2007
- Copa Sudamericana: 1

Internacional: 2008

### Individuale
- Miglior giocatore del Campionato Gaúcho: 1

2008
- Capocannoniere del Campionato Gaúcho: 1

2008 (13 gol)
- Capocannoniere della Copa Sudamericana: 1

2008 (5 gol, a pari merito con Nilmar)
- Equipo Ideal de América: 1

2008
- Miglior giocatore della Prem'er-Liga: 1

2009